# Расинг (футбольный клуб, Париж)

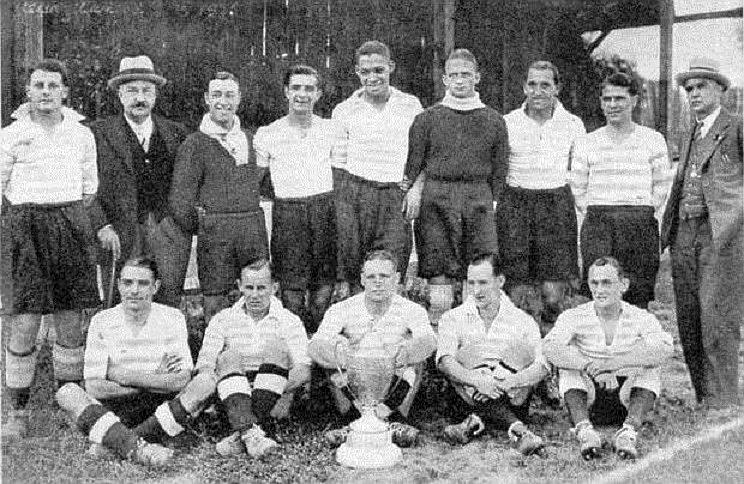
«Расинг» — чемпион и обладатель Кубка Франции 1935/36. Слева направо: стоят — Шмитт, Виктор Местр (директор), Ру, Банид, Дьянь, Хиден, Жордан, Дельфур, сидят — Мерсье, Кеннеди, Венант, Куар, Мате

«Расинг Клёб де Франс» (фр. Racing Club de France) — французский футбольный клуб из северо-западного пригорода Парижа.

## История
Основан в 1882 году. Клуб выступает в любительском дивизионе Франции. Один из старейших французских клубов. В 1936 году стал победителем высшей французской лиги, дважды выигрывал серебро чемпионата (в 1961 и 1962 годах) и 5 раз завоёвывал Кубок Франции (в 1936, 1939, 1940, 1945 и 1949 годах). В середине 1960-х годов клуб обанкротился и скатился в низшие лиги Франции.

## Достижения
- Чемпион Франции: 1935/36
- Серебряный призёр:1960/61, 1961/62
- Бронзовый призёр: 1934/35, 1936/37, 1938/39, 1958/59, 1959/60
- Обладатель Кубка Франции: 1935/36, 1938/39, 1939/40, 1944/45, 1948/49
- Победитель второго французского дивизиона: 1985/86
- Обладатель Кубка Гамбарделлы: 1959, 1987

## Выступление клуба в еврокубках
Кубок ярмарок 1963/1964:
|   | Матч                                 | Счёт | Итоговый счёт | Раунд               |
| - | ------------------------------------ | ---- | ------------- | ------------------- |
| 1 | Рапид (Вена) — Racing Club de France | 1-0  | -             | 1-й раунд, 1-й матч |
| 2 | Racing Club de France — Рапид (Вена) | 2-3  | 2-4           | 1-й раунд, 2-й матч |